# جان لا (اقتصاددان)
جان لا (انگلیسی: John Law؛ ۲۱ آوریل ۱۶۷۱ – ۲۱ مارس ۱۷۲۹) یک اقتصاددان و آماردان اهل اسکاتلند بود. او در اقتصاد، معتقد بود که پول، تنها ابزار و به معنای معامله است و نمی‌تواند به خودی خود ثروت باشد و ثروت ملی، به تجارت بستگی دارد. او با انتصاب به عنوان دوک اورلئان و نایب‌السلطنه لوئی پانزدهم، کنترل امور مالی عمومی فرانسه را به عهده داشت.
او مسئول حباب اقتصادی در کمپانی میسیسیپی و فروپاشی اقتصادی پر هرج و مرج در فرانسه است که با حباب اقتصادی گل لاله در هلند اوایل قرن هفدهم میلادی، مقایسه می‌شود. حباب میسیسیپی همزمان با حباب اقتصادی کمپانی دریای جنوب در انگلستان بود.